# Alexander Jensen
Pour les articles homonymes, voir Jensen.
Alexander Jensen, né le 24 août 2001 au Danemark, est un footballeur danois qui évolue au poste d'arrière droit à Aberdeen FC.

## Biographie

### En club
Né au Danemark, Alexander Jensen est formé au FC Midtjylland avant de poursuivre sa formation au Vejle BK. C'est avec ce club qu'il joue son premier match en professionnel, lors d'une rencontre de championnat, contre le HB Køge le 30 juin 2020. Il entre en jeu et son équipe s'incline par deux buts à un ce jour-là.
Le 17 septembre 2020, Alexander Jensen rejoint le FC Fredericia. Il signe un contrat courant jusqu'en juin 2023.
Le 25 janvier 2023, Alexander Jensen rejoint la Suède afin de s'engager en faveur de l'IF Brommapojkarna, tout juste promu en première division. Il signe un contrat de trois ans, soit jusqu'en décembre 2025,.
Le 8 avril 2023, Jensen inscrit son premier but pour l'IF Brommapojkarna, à l'occasion d'un match de championnat contre le Malmö FF. Titulaire, il ouvre le score mais ne peut empêcher la défaite des siens (1-2 score final).
Le 13 janvier 2025, lors du mercato hivernal, Alexander Jensen signe en faveur du club écossais de l'Aberdeen FC pour un contrat courant jusqu'en décembre 2028.

### En sélection
Alexander Jensen représente l'équipe du Danemark des moins de 16 ans. Il joue un total de deux matchs avec cette équipe en 2017.

## Palmarès
Aberdeen FC
- Coupe d'Écosse (1) : 
  - Vainqueur en 2025